# Лосіняни
Лосіняни (пол. Łosiniany) — село в Польщі, у гміні Кринки Сокульського повіту Підляського воєводства.
Населення — 14 осіб (2011).
У 1975-1998 роках село належало до Білостоцького воєводства.

## Демографія
Демографічна структура станом на 31 березня 2011 року:
|          | Загалом | Допрацездатний вік | Працездатний вік | Постпрацездатний вік |
| -------- | ------- | ------------------ | ---------------- | -------------------- |
| Чоловіки | 7       | 0                  | 3                | 4                    |
| Жінки    | 7       | 0                  | 0                | 7                    |
| Разом    | 14      | 0                  | 3                | 11                   |